# Allan Boath
Allan Roderick Boath (Dundee, 1958. február 14. – ) új-zélandi válogatott labdarúgó. 

## Pályafutása

### Klubcsapatban
Dundee-ban született Skóciában. Pályafutást is szülővárosában kezdte a Dundee United csapatában 1976-ban, de nem lépett pályára egyetlen mérkőzésen sem. 1977 és 1978 között a Forfar Athletic együttesében szerepelt. 1978-ban Új-Zélandra költözött és a Woolston WMC csapatának lett a tagja. 1980-ban a Christchurch United, 1981-ben a Woolston, 1982-ben az ausztrál West Adelaide játékosa volt. 1983 és 1984 között a Christchurch Unitedben játszott ismét, 1984-ben az Auckland University csapatában játszott. 1985 és 1988 között a North Shore United együttesét erősítette.  

### A válogatottban
1980 és 1988 között 38 alkalommal szerepelt az új-zélandi válogatottban és 6 gólt szerzett.Részt vett az 1982-es világbajnokságon, ahol a Skócia, a Szovjetunió és a Brazília elleni csoportmérkőzésen is kezdőként lépett pályára.